# Niměřice
Niměřice är en ort i Tjeckien.   Den ligger i regionen Mellersta Böhmen, i den centrala delen av landet, 40 km nordost om huvudstaden Prag. Niměřice ligger 285 meter över havet och antalet invånare är 282.
Terrängen runt Niměřice är platt.Runt Niměřice är det ganska tätbefolkat, med 65 invånare per kvadratkilometer. Närmaste större samhälle är Mladá Boleslav, 6,9 km öster om Niměřice. Trakten runt Niměřice består till största delen av jordbruksmark.